# Gainford (Alberta)
Gainford ist eine Ortschaft in Alberta, Kanada, innerhalb von Parkland County.

## Lage
Gainford ist 86 Kilometer westlich von Edmonton gelegen und liegt auf einer Höhe von 740 Meter über dem Meeresspiegel. Der Weiler liegt in der Volkszählung auf Nr. 11 und in der Alberta federal electoral ridings von Yellowhead. Der Ort ist an den Yellowhead Highway angebunden.

## Demografie
Bei der Volkszählung 2011 hatte Gainford eine Bevölkerung von 132 Personen, von den 55 Personen in insgesamt 71 Wohnungen leben. 2006 betrug die Bevölkerung bereits 132 und hatte in den 5 Jahren, einen Zuwachs von 0 %.
Die Bevölkerungsdichte liegt bei 122,2/km² (316,6/sq km), auf einer Fläche von 1,08 km². Gainford unterliegt der Leitung von Parkland County und besitzt seit 2009 das Einwohnermelderegister Nr. 47.
2006 betrug die 132 Personen in 54 Wohnungen, auf einer Fläche von 1,08 km² (0,42 sq mi), mit einer Bevölkerungsdichte von 122,0/km² (316/sq mi).

## Güterzug-Explopsion am 19. Oktober 2013
Am 19. Oktober 2013 entgleiste in dem kleinen Ort ein Güterzug der Canadian National Railway, bei dem 13 Tankwagen mit Erdöl in Flammen aufgingen. Aufgrund des Feuers musste anschließend stundenlang der Yellowhead Highway 16, sowie die Range Road 61 gesperrt werden. Es gab bei der Explosion keine Opfer, man evakuierte jedoch Gainford.